# Asterina dilabens
Asterina dilabens är en svampart som beskrevs av Syd. & P. Syd. 1904. Asterina dilabens ingår i släktet Asterina och familjen Asterinaceae.   Inga underarter finns listade i Catalogue of Life.